# Troglostenochrus palaciosi
Espèce
Synonymes
- Schizomus palaciosi Reddell & Cokendolpher, 1986
- Stenochrus palaciosi (Reddell & Cokendolpher, 1986)

Troglostenochrus palaciosi est une espèce de schizomides de la famille des Hubbardiidae.

## Distribution
Cette espèce est endémique du Guerrero au Mexique. Elle se rencontre à Taxco de Alarcón dans la grotte Gruta de Acuitlapin.

## Description
Le mâle holotype mesure 3,64 mm et la femelle paratype 3,50 mm.

## Étymologie
Cette espèce est nommée en l'honneur de José Guadalupe Palacios-Vargas.

## Publication originale
- Reddell & Cokendolpher, 1986 : New species and records of Schizomus (Arachnida: Schizomida) from Mexico. Texas Memorial Museum, Speleological Monographs, no 1, p. 31-38 (texte intégral).